# Álbuns número um no Reino Unido em 2019
A seguir se apresenta a lista dos álbuns número um no Reino Unido em 2019. A tabela musical de álbuns britânica é publicada semanalmente com base no desempenho comercial de álbuns no período de sexta à quinta-feira no país, incluindo tanto vendas físicas quanto digitais, bem como streaming em plataformas sociais como o Spotify e o YouTube. Segundo a The Official Charts Company (OCC), responsável pela compilação da informação sobre vendas e publicação da tabela de álbuns a cada sexta-feira através do programa de rádio The Official Chart da estação BBC Radio 1, um "álbum" é definido como um projecto que contenha mais de quatro faixas e dure mais que 25 minutos. Em 2019, 31 álbuns alcançaram a liderança da tabela de álbuns pela primeira vez. Entretanto, embora tenha liderado por quatro semanas, elevando o seu total para 28 semanas (uma quantidade recorde para a década de 2010), um trigésimo segundo intitulado The Greatest Showman: Original Motion Picture Soundtrack iniciou a sua corrida no topo no ano anterior e foi, portanto, excluído. Não obstante, terminou 2019 como o terceiro álbum mais vendido, com 523 mil unidades comercializadas, e recebendo o certificado de disco de platina pela British Phonographic Industry (BPI) pela quinta vez.

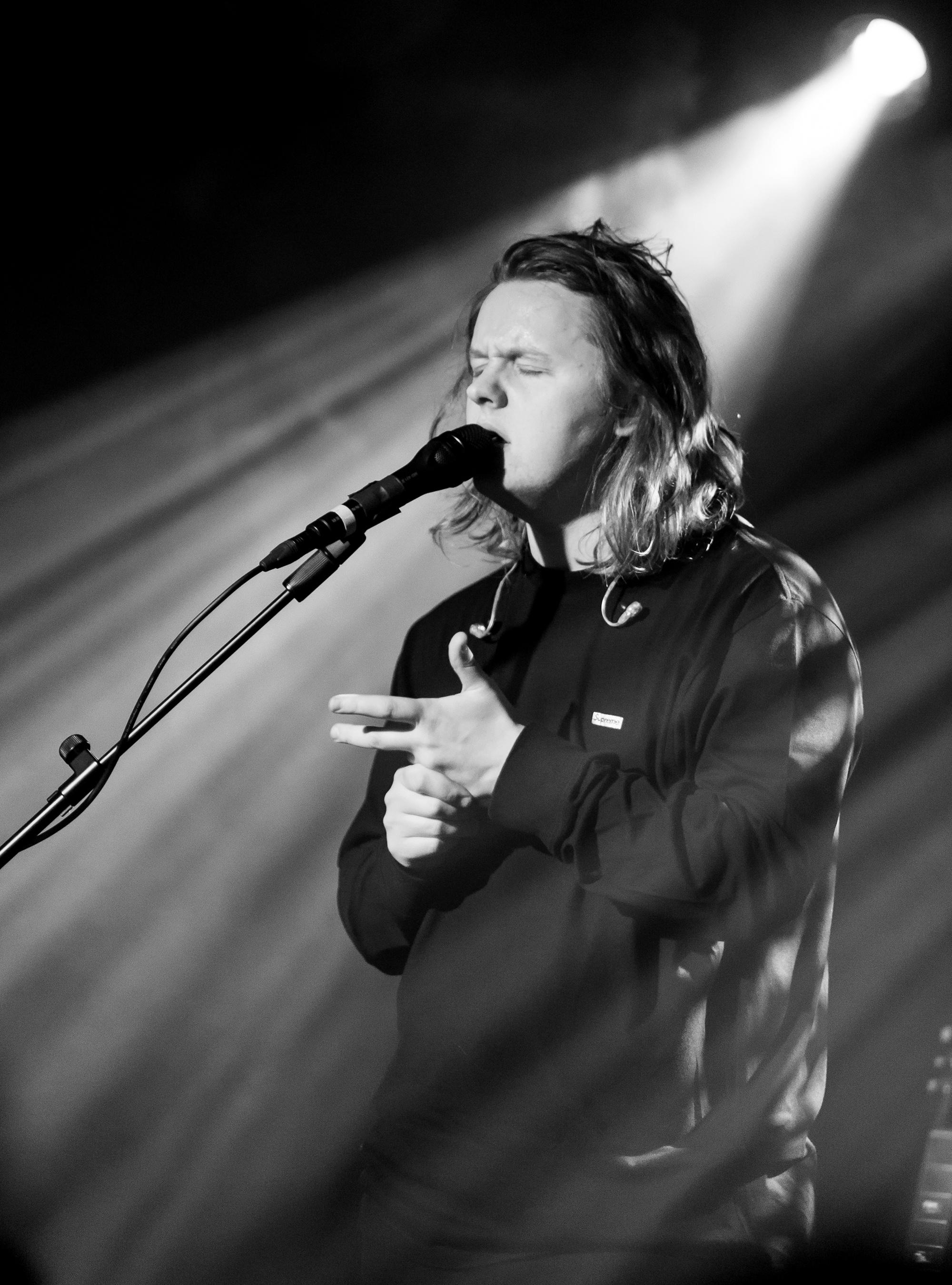
Divinely Uninspired to a Hellish Extent, primeiro número um de Lewis Capaldi, liderou a tabela pela maior quantidade de tempo e terminou o ano como o álbum mais comercializado.

Thank U, Next alcançou o primeiro posto da tabela 175 dias após Sweetener (2018), ambos álbuns de Ariana Grande, marcando a menor quantidade de tempo entre dois álbuns de estúdio número um por qualquer artista na história do Reino Unido. Além disso, juntamente com Ed Sheeran, foram os únicos artistas a conseguir dominar ambas tabelas de álbuns e de singles em simultâneo. Sheeran, por sua vez, foi o artista com a melhor semana de vendas, com cerca de 125 mil unidades vendidas de No.6 Collaborations Project ao longo da sua semana de estreia. O álbum viria a liderar a tabela por cinco semanas não-consecutivas, perdendo o título de maior tempo de liderança para Divinely Uninspired to a Hellish Extent, trabalho de estreia de Lewis Capaldi que liderou por sete semanas, incluindo uma em 2020. Divinely Uninspired to a Hellish Extent terminou 2019 como o trabalho mais comercializado, registando 641 mil unidades vendidas, superando as 568 mil de No.6 Collaborations Project. Outros artistas que alcançaram o topo pela primeira vez foram Tom Walker, Dave, Billie Eilish, Sam Fender e Dermot Kennedy. Com os seus dezassete anos de idade, Eilish tornou-se na artista mais jovem de sempre a conseguir alcançar o primeiro posto da tabela de álbuns do RU. O seu álbum When We All Fall Asleep, Where Do We Go? foi também o primeiro lançamento de estreia por uma artista feminina desde I Dreamed a Dream (2009) de Susan Boyle a estrear na primeira posição e permanecer nele e o quarto projecto mais vendido do ano, com 370 mil cópias movidas. Embora tenha liderado a tabela apenas por uma semana, What a Time to Be Alive rendeu a Walker o terceiro álbum de estreia mais vendido do ano, com 270 mil cópias.
O projecto Map of the Soul: Persona fez do grupo BTS o primeiro artista de origem coreana a liderar a tabela de álbuns do Reino Unido. Western Stars rendeu ao músico norte-americano Bruce Springsteen o seu décimo primeiro número um, a quarta maior quantidade por qualquer artista na história da tabela, enquanto Robbie Williams conseguiu o décimo terceiro da sua carreira a solo, igualando com Elvis Presley como os artistas a solo com a maior quantidade de números uns na tabela de álbuns, perdendo apenas para The Beatles com quinze. Os The Beatles, por sua vez, ganharam destaque em 2019 por conseguirem reposicionar o trabalho Abbey Road (1970) na liderança da tabela exactamente 49 anos e 252 dias após a sua primeira semana na liderança, quebrando o recorde de maior distância entre tempo de liderança pelo mesmo trabalho estabelecida por Sgt. Pepper's Lonely Hearts Club Band (1970), trabalho também lançado pela banda. A cantora australiana Kylie Minogue conseguiu o seu sétimo número um, a segunda maior quantidade entre artistas femininas, perdendo apenas para Madonna com doze e igualando o recorde da norte-americana Barbra Streisand. Lover rendeu a Taylor Swift o seu quarto número um consecutivo, fazendo dela a única artista a liderar a tabela por quatro vezes na década de 2010. Na semana seguinte, Lana Del Rey partilhou o feito com Swift após a estreia de Norman F**king Rockwell.
O grupo Stereophonics conseguiu o seu sétimo número um, fazendo do grupo o artista de origem galesa mais bem sucedido da história da tabela. Quando Westlife removeu The Script do topo na semana de 22 de Novembro, isto marcou a primeira vez que um artista irlandês removia outro do topo desde Março de 2009, quando Ronan Keating removeu U2. Everyday Life rendeu à banda inglesa Coldplay o seu oitavo número um consecutivo, a maior quantidade para álbuns de estúdio por qualquer grupo da história da tabela. Além disso, todos os seus trabalhos de estúdio conseguiram liderar a tabela, juntando eles à uma lista de apenas onze nomes. Rod Stewart tornou-se no artista masculino a solo mais velho a conseguir alcançar a liderança da tabela, com o trabalho You're in My Heart, o último número um da década de 2010.

## Histórico

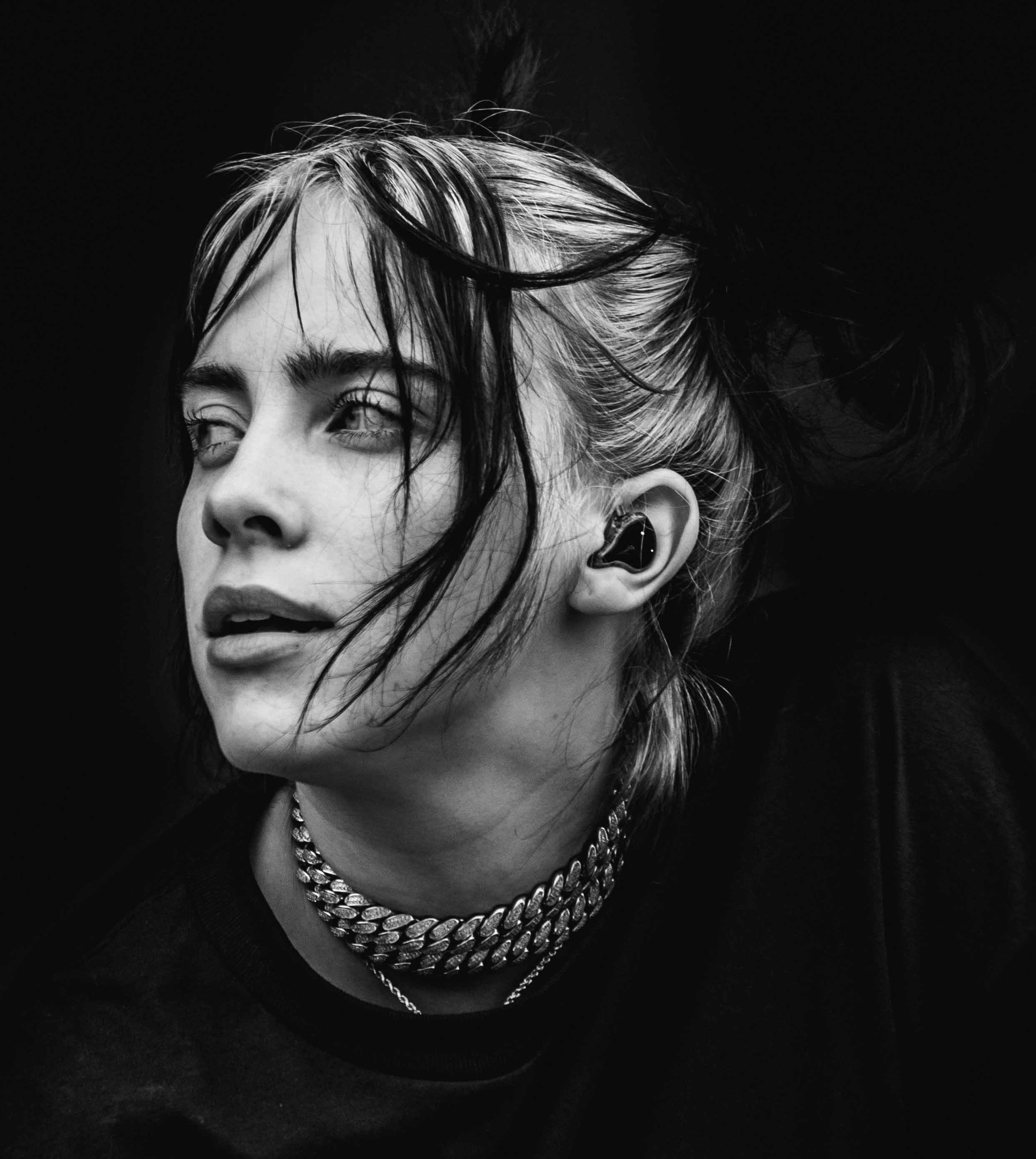
Billie Eilish tornou-se na artista mais jovem de sempre a alcançar o primeiro posto da tabela.

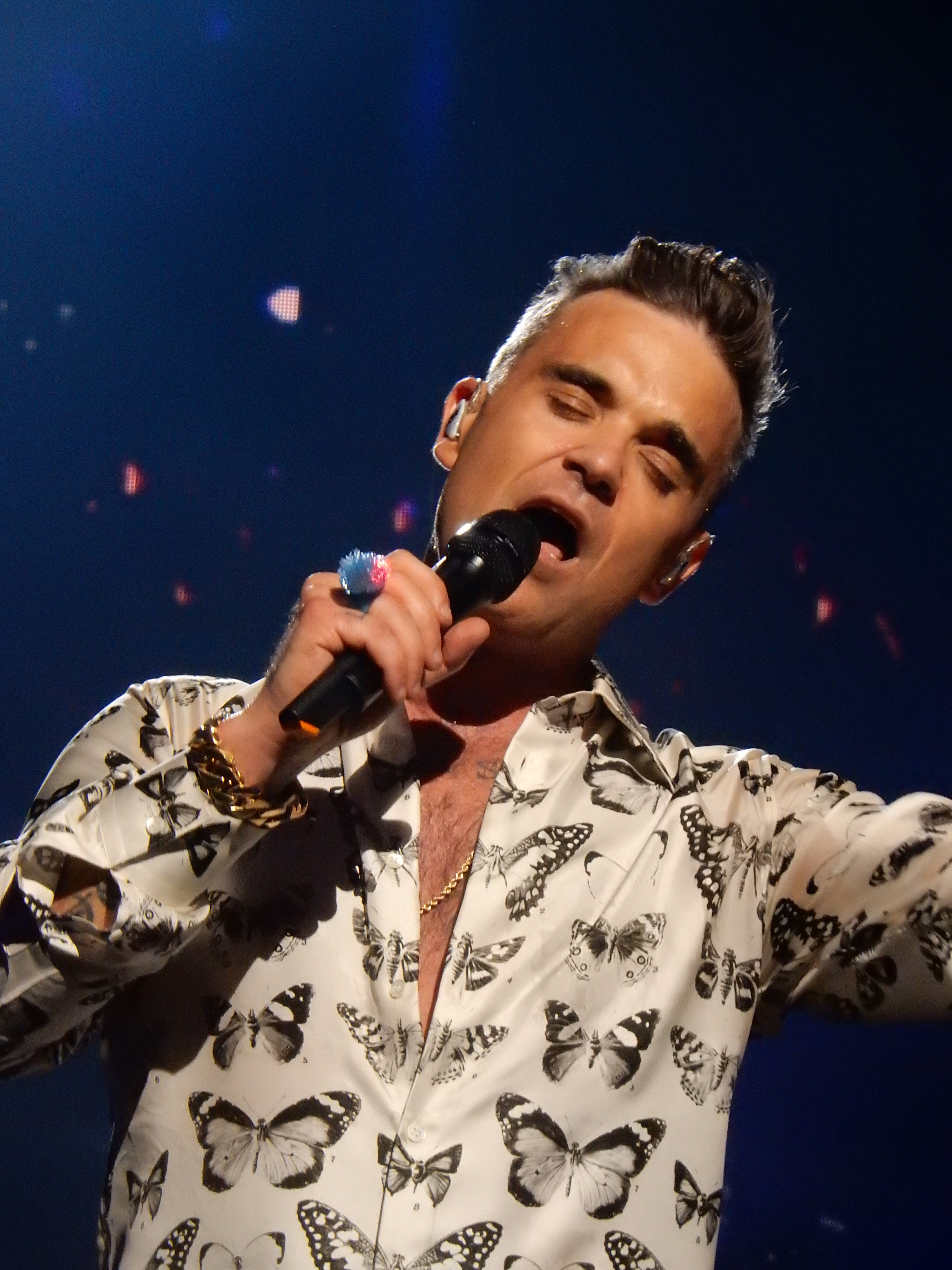
Robbie Williams conseguiu o décimo terceiro número um da sua carreira a solo, a maior quantidade entre artistas a solo.

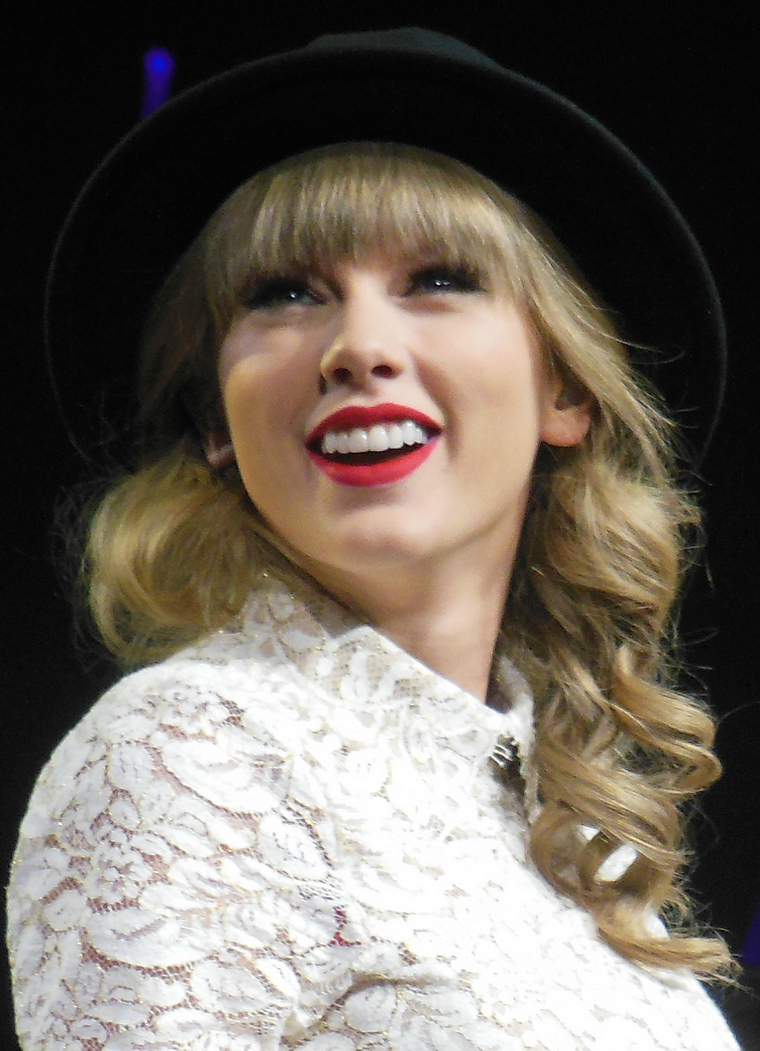
Lover fez de Taylor Swift a primeira artista com quatro trabalhos na liderança da tabela na década de 2010.

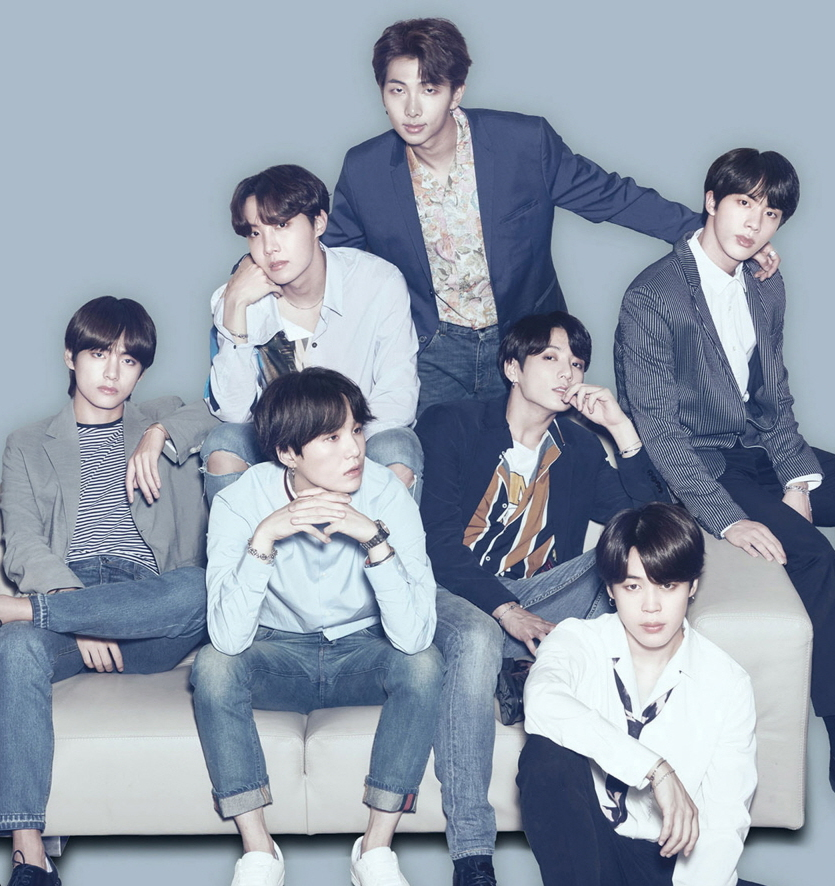
O grupo BTS tornou-se no primeiro artista de origem coreana a alcançar o número um no Reino Unido.

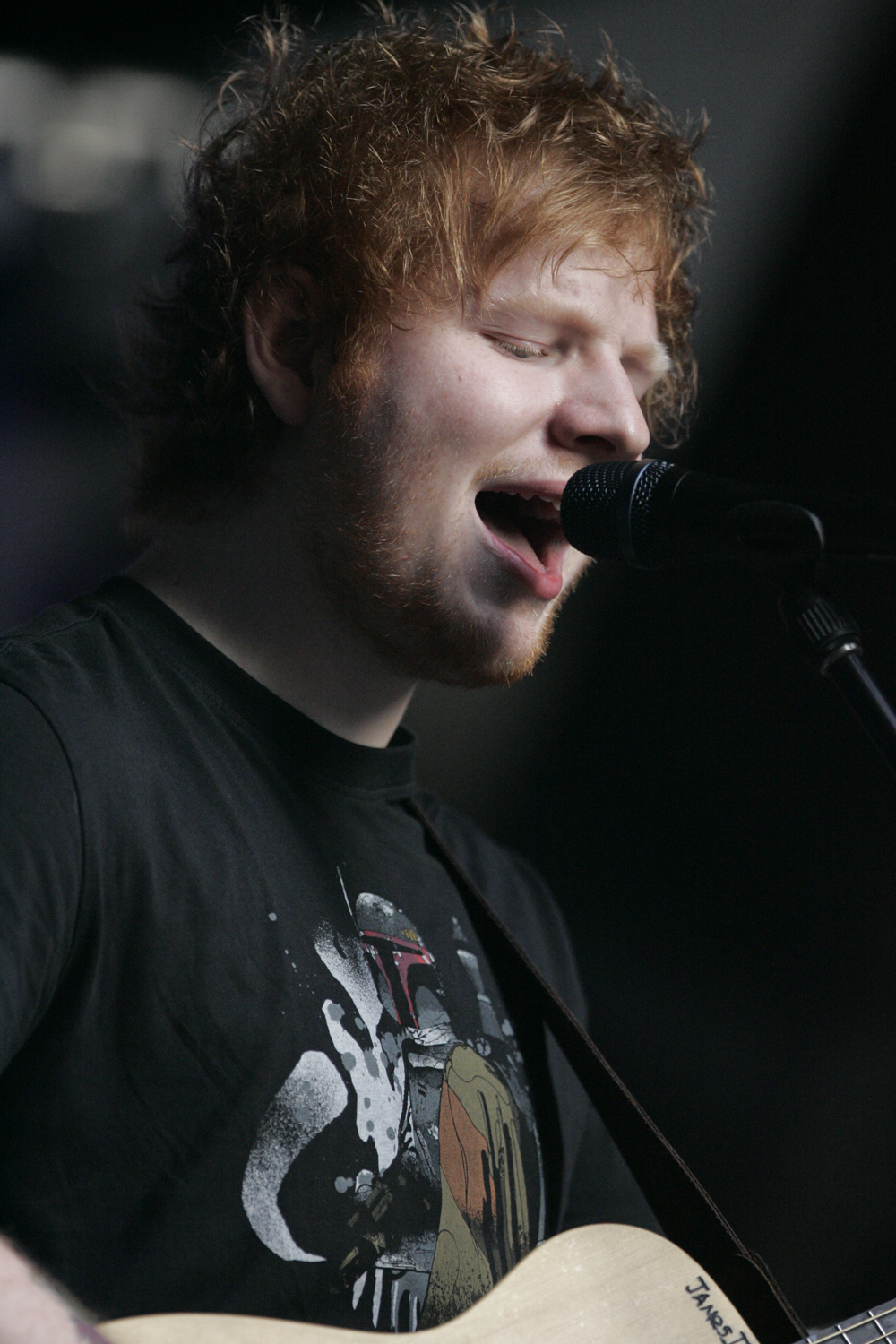
No.6 Collaborations Project rendeu a Ed Sheeran a maior estreia do ano e liderou a tabela por cinco semanas.

|  | Denota o álbum com o melhor desempenho do ano.     |
|  | Denota o álbum número um no Natal.                 |
|  | Denota a maior quantidade de venda semanal do ano. |

| Data                                                                           | Álbum                                        | Artista(s)           | Vendas  | Ref.   |
| ------------------------------------------------------------------------------ | -------------------------------------------- | -------------------- | ------- | ------ |
| 4 de Janeiro                                                                   | The Greatest Showman                         | Vários               | 40 901  | [ 12 ] |
| 11 de Janeiro                                                                  | The Greatest Showman                         | Vários               | 30 364  | [ 13 ] |
| 18 de Janeiro                                                                  | The Greatest Showman                         | Vários               | N/A     | [ 14 ] |
| 25 de Janeiro                                                                  | The Greatest Showman                         | Vários               | N/A     | [ 15 ] |
| 1 de Fevereiro                                                                 | Amo                                          | Bring Me the Horizon | 26 934  | [ 16 ] |
| 8 de Fevereiro                                                                 | Encore                                       | The Specials         | 18 199  | [ 17 ] |
| 15 de Fevereiro                                                                | Thank U, Next                                | Ariana Grande        | 65 214  | [ 18 ] |
| 22 de Fevereiro                                                                | Thank U, Next                                | Ariana Grande        | 31 404  | [ 19 ] |
| 1 de Março                                                                     | Thank U, Next                                | Ariana Grande        | N/A     | [ 20 ] |
| 8 de Março                                                                     | What a Time to Be Alive                      | Tom Walker           | 36 679  | [ 21 ] |
| 15 de Março                                                                    | Psychodrama                                  | Dave                 | 26 390  | [ 22 ] |
| 22 de Março                                                                    | Singing to Strangers                         | Jack Savoretti       | 32 264  | [ 23 ] |
| 29 de Março                                                                    | Coming Home to You                           | Michael Ball         | 18 039  | [ 24 ] |
| 5 de Abril                                                                     | When We All Fall Asleep, Where Do We Go?     | Billie Eilish        | 48 410  | [ 25 ] |
| 12 de Abril                                                                    | When We All Fall Asleep, Where Do We Go?     | Billie Eilish        | 23 982  | [ 26 ] |
| 19 de Abril                                                                    | Map of the Soul: Persona                     | BTS                  | 26 498  | [ 27 ] |
| 26 de Abril                                                                    | When We All Fall Asleep, Where Do We Go?     | Billie Eilish        | 15 134  | [ 28 ] |
| 3 de Maio                                                                      | Hurts 2B Human                               | Pink                 | 48 861  | [ 29 ] |
| 10 de Maio                                                                     | Hurts 2B Human                               | Pink                 | 16 713  | [ 30 ] |
| 17 de Maio                                                                     | Hurts 2B Human                               | Pink                 | 11 582  | [ 31 ] |
| 24 de Maio                                                                     | Divinely Uninspired to a Hellish Extent      | Lewis Capaldi        | 89 506  | [ 32 ] |
| 31 de Maio                                                                     | Divinely Uninspired to a Hellish Extent      | Lewis Capaldi        | 39 741  | [ 33 ] |
| 7 de Junho                                                                     | Divinely Uninspired to a Hellish Extent      | Lewis Capaldi        | 29 429  | [ 34 ] |
| 14 de Junho                                                                    | Divinely Uninspired to a Hellish Extent      | Lewis Capaldi        | 27 590  | [ 35 ] |
| 21 de Junho                                                                    | Western Stars                                | Bruce Springsteen    | 52 290  | [ 36 ] |
| 28 de Junho                                                                    | Divinely Uninspired to a Hellish Extent      | Lewis Capaldi        | 19 003  | [ 37 ] |
| 5 de Julho                                                                     | Step Back in Time: The Definitive Collection | Kylie Minogue        | 48 032  | [ 38 ] |
| 12 de Julho                                                                    | Divinely Uninspired to a Hellish Extent      | Lewis Capaldi        | 18 491  | [ 39 ] |
| 19 de Julho                                                                    | No.6 Collaborations Project                  | Ed Sheeran           | 125 031 | [ 40 ] |
| 26 de Julho                                                                    | No.6 Collaborations Project                  | Ed Sheeran           | 60 902  | [ 41 ] |
| 2 de Agosto                                                                    | No.6 Collaborations Project                  | Ed Sheeran           | 41 372  | [ 42 ] |
| 9 de Agosto                                                                    | No.6 Collaborations Project                  | Ed Sheeran           | 32 114  | [ 43 ] |
| 16 de Agosto                                                                   | We Are Not Your Kind                         | Slipknot             | 31 828  | [ 44 ] |
| 23 de Agosto                                                                   | No.6 Collaborations Project                  | Ed Sheeran           | 23 611  | [ 45 ] |
| 30 de Agosto                                                                   | Lover                                        | Taylor Swift         | 40 033  | [ 46 ] |
| 6 de Setembro                                                                  | Norman F**king Rockwell                      | Lana Del Rey         | 18 529  | [ 47 ] |
| 13 de Setembro                                                                 | Hollywood's Bleeding                         | Post Malone          | 33 728  | [ 48 ] |
| 20 de Setembro                                                                 | Hypersonic Missiles                          | Sam Fender           | 40 913  | [ 49 ] |
| 27 de Setembro                                                                 | Why Me? Why Not.                             | Liam Gallagher       | 68 327  | [ 50 ] |
| 4 de Outubro                                                                   | Abbey Road                                   | The Beatles          | 34 680  | [ 51 ] |
| 11 de Outubro                                                                  | Without Fear                                 | Dermot Kennedy       | 20 061  | [ 52 ] |
| 18 de Outubro                                                                  | Giants of All Sizes                          | Elbow                | 27 257  | [ 53 ] |
| 25 de Outubro                                                                  | Everything Not Saved Will Be Lost — Part 2   | Foals                | 20 505  | [ 54 ] |
| 1 de Novembro                                                                  | Kind                                         | Stereophonics        | 29 844  | [ 55 ] |
| 8 de Novembro                                                                  | From Out of Nowhere                          | Jeff Lynne's ELO     | 21 062  | [ 56 ] |
| 15 de Novembro                                                                 | Sunsets & Full Moons                         | The Script           | 31 946  | [ 57 ] |
| 22 de Novembro                                                                 | Spectrum                                     | Westlife             | 62 621  | [ 58 ] |
| 29 de Novembro                                                                 | Everyday Life                                | Coldplay             | 80 974  | [ 59 ] |
| 6 de Dezembro                                                                  | The Christmas Present                        | Robbie Williams      | 52 909  | [ 60 ] |
| 13 de Dezembro                                                                 | You're in My Heart                           | Rod Stewart          | 44 776  | [ 61 ] |
| 20 de Dezembro                                                                 | You're in My Heart                           | Rod Stewart          | 71 330  | [ 62 ] |
| 27 de Dezembro                                                                 | You're in My Heart                           | Rod Stewart          | 47 495  | [ 63 ] |
| Títulos de álbuns e nomes de artistas dispostos conforme o publicado pela OCC. |                                              |                      |         |        |

1. ↑  Embora lançado como um álbum de The Electric Light Orchestra, a OCC creditou como um lançamento de Jeff Lynne's ELO.
2. ↑  Embora lançado sob o título You're in My Heart: Rod Stewart with the Royal Philharmonic Orchestra como um álbum de Rod Stewart e a Orquestra Filarmónica Real, a OCC encurtou o título e apenas creditou o primeiro artista.